# كوفي كرسب
الكوفي كرسب (بالعربية: هش قهوة) هي شوكولاتة مشهورة تنتج بكندا

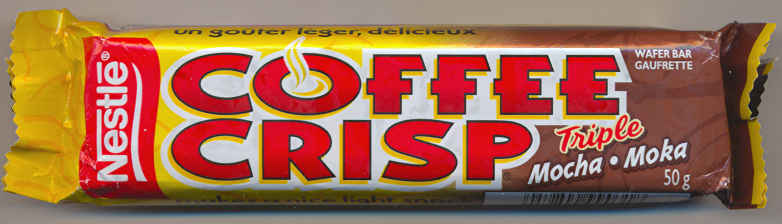
كوفي كرسب موكا

## مكوناتها
مكونات الكوفي كرسب هي تحتوي عن مزيج من قشطة القهوة والحليب ورقاقات كعكة محيط بطلاء شوكولات حليب. الكوفي كرسب تحتوي على كمية صغيرة جدا من القهوة ولذلك المنكهات تشكل معضم طعم القهوة.

## تاريخ
الكوفي كرسب تسوّقت لأول مرة عام 1938 تحت الجزء الكندي من شركة راونتري وهي حاليا تسويقها من شركة نستله الكندية.

## تسويق
الشعار اليستخدم بإعلان الكوفي كرسب هو: «كوفي كريسب تجعل وجبة خفيفة لطيفة»
في جمعي عقد ال1980، الاعلانات التلفزيونية كانت تبدأ بالسؤال: «كيف تحب قهوتك؟» مع الإجابة «هش (كرسب)» أو «احب قهوتي هش (كرسب)»

## الأنواع الآخرة
في عام 2001 تم إنتاج أول نوع آخر للكوفي كرسب: الطبعة المحدودة كوفي كرسب برتقالي.
في عام 2002 اعاد تصدير كمية محدودة من الكوفي كرسب البرتقالية. واضا في 2002، بدأ إصدار محدود للكوفي كرسب توت.
تم بيع الكوفي كرسب كرمل بصيف عام 2004 و2006.
الكوفي كرسب قيقب نكهة آخرة من الكوفي كرسب تصدرة من أبريل حتى سبتمبر عام 2005
في خريف عام 2006، تم إنتاج طبعة محدودة من الكوفي كرسب الأبيض.
تم توقيف كل أنواع الكوفي كرسب غير الاصلية بعام 2007
تتوفر أيضا نوع من المثلجات بنكهة الكوفي كرسب

## التّوفّر خارج كندا
حاليا الكوفي كرسب لم تتسوق بأي مكان خارج كندا ولكن قسم من المحلات الأمريكية، خصوصا المحلات القريبة عن الحدود الكندية تستورد الكوفي كرسب